# Lacaria phasma
Lacaria phasma là một loài bướm đêm trong họ Geometridae.